# Кірково-ядерний шлях
Кірково-ядерний шлях, кортиконуклеарний шлях, кортикобульбарний шлях (лат. tractus corticonuclearis, tractus corticobulbaris) — двонейронний моторний шлях, який пролягає в білій речовині мозку і з'єднує моторну кору головного мозку з пірамідами, які є частиною довгастого мозку стовбура мозку, і головним чином бере участь у здійсненні рухової функції неоколомоторних черепних нервів. Кірково-ядерний — один з пірамідних шляхів, ще один шлях — кірково-спинномозковий. Назву «кірково-ядерного» («кортиконуклеарного») він отримав за сенсорними ядрами стовбура мозку, назву «кортикобульбарного» — за застарілою назвою довгастого мозку bulbus medullae spinalis («цибулина спинного мозку»).

## Структура
Кірково-ядерний шлях бере початок у первинній руховій корі лобової частки, одразу згори від бічної щілини та рострально від центральної борозни в передцентральній звивині (поле Бродмана 4). Шлях іде донизу через променистий вінець, коліно внутрішньої капсули з кількома волокнами в задній частині внутрішньої капсули, яка проходить від кори вниз до середнього мозку. У середньому мозку внутрішня капсула стає ніжками мозку. Біла речовина знаходиться в вентральній порції ніжок мозку. Там проходять кірково-ядерні та кірково-спинномозкові волокна. Кірково-ядерні волокна виходять на відповідному рівні стовбура мозку й утворюють синапси з нижніми руховими нейронами черепних нервів. На додаток до закінчень цих рухових нейронів, волокна кірково-ядерного шляху також закінчуються в сенсорних ядрах стовбура мозку, включаючи тонке ядро (nucleus gracilis), клиноподібне ядро (nucleus cuneatus), одиночне ядро та всі ядра трійчастого нерва. Лише 50 % кірково-ядерних волокон розгалужується, на відміну від кірково-спинномозкового шляху, в якому розгалужується більша частина волокон.

## Функції
Кірково-ядерний шлях складається з верхніх рухових нейронів черепних нервів. Ним контролюються м'язи обличчя, голови та шиї. Волокна кортикобульбарного шляху закінчуються на рухових нейронах у рухових ядрах стовбура мозку, на відміну від кортикоспінального тракту, в якому кора головного мозку з'єднується з моторними нейронами спинного мозку, і тим самим контролює рух тулуба, верхніх і нижніх кінцівок. Вважається, що волокна, які закінчуються в сенсорних ядрах стовбура мозку, посилюють або гальмують сенсорну передачу через різні сенсорні ядра. Це забезпечує вибіркову увагу чи ігнорування різних подразників.
Кірково-ядерний шлях з обох сторін інервує черепно-рухові ядра, за винятком:
- нижніх лицьових ядер (які іннервують мімічні м'язи нижче очей) та
- підборідно-під'язикового м'яза (m. genioglossus), які іннервуються лише в односторонньому порядку контралатеральною корою. Серед тих ядер, які двобічно іннервуються, спостерігається дещо міцніший зв'язок контралатерально, ніж іпсилатерально. Кірково-ядерний шлях безпосередньо іннервує ядра черепно-мозкових нервів:
- Трійчастого нерва (V пари) ,
- Лицевого нерва (VII пари),
- Язикоглоткового нерва (IX пари) і
- Під'язиковий нерв Під'язикового нерва (XII пари).
- Кірково-ядерний шлях також віддає гілку до рухової частини подвійного ядра (nucleus ambiguus) блукаючого нерва (X пари).